# By-pass gastrique
Pour les articles homonymes, voir Court-circuit (homonymie).
Un bypass gastrique (également orthographié by-pass gastrique), ou court-circuit gastrique, est une opération chirurgicale consistant à réduire le volume de l'estomac et à modifier le circuit alimentaire. Il s'agit d'un type de chirurgie bariatrique destinée à traiter certains cas d'obésité importante.

## Historique
Les premières interventions datent de la fin des années 1960.

## Statistique
En 2014, 40 % des chirurgies bariatriques utilisent cette technique (juste après la sleeve gastrectomie).

## Technique

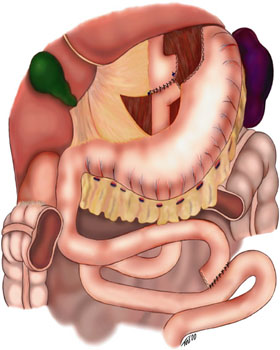
Schéma d'un by-pass gastrique par une anastomose de Roux en Y.

L'intervention consiste à réduire, par cœlioscopie ou par cœlioscopie robot assistée, le volume de l'estomac et à modifier le circuit alimentaire. Cette technique, dite (dérivation) de Roux en Y, du nom de son inventeur, César Roux, consiste à faire une trans-section verticale de l'estomac créant une poche proximale de capacité restreinte dans laquelle arrivent les aliments, reliée directement au jéjunum (par une anse en Y).
Les aliments ne passent plus par l'estomac et la partie supérieure du tube digestif, ils vont directement dans la partie moyenne de l'intestin grêle.

## Action
Le court-circuit gastrique agit par plusieurs mécanismes qui s'associent :
- une restriction (comme la gastroplastie) ;
- une malabsorption (les aliments et nutriments sont moins digérés), ce qui est vrai particulièrement pour les graisses[4] ;
- un syndrome de dumping (l'ingestion d'aliments très sucrés en quantité importante entraîne une sensation de malaise général et une accélération du pouls, ces aliments doivent donc être pris en petite quantité) ;
- une diminution du taux de ghréline, qui est l'hormone de la faim, ce qui entraîne un désintérêt pour la nourriture.

## Effets
Le court-circuit gastrique est une méthode qui peut être réversible, uniquement en cas de nécessité. Le confort alimentaire est meilleur qu'avec la gastroplastie car les vomissements ne sont pas fréquents.
Les habitudes alimentaires doivent être modifiées pendant les trois premiers mois, il est souvent conseillé de prendre trois repas et deux ou trois collations.
Les grignotages sucrés sont mal supportés à cause du syndrome de dumping. Le court-circuit gastrique nécessite un suivi régulier par une équipe multidisciplinaire et une supplémentation en vitamines et minéraux à vie.
Un suivi nutritionnel une fois par mois la première année, puis tous les ans, est nécessaire afin de prévenir de toutes carences et de s'alimenter de manière « équilibrée », car même après une telle opération, une reprise de poids dans les 5 ans est possible. De plus, on ne connait pas à long terme les effets du by-pass. L'assimilation de médicaments par voie orale peut également être altérée.

## Complications
Comme toute intervention chirurgicale un certain nombre de complications plus ou moins graves existent : hémorragie, infection du site opératoire, risques liés à l'anesthésie en elle-même.
Les risques spécifiques à la gastrectomie tubulaire sont : 
- l'abcès de paroi nécessitant une reprise chirurgicale pour effectuer un drainage ;
- la fistule (communication entre la lumière gastrique et le reste de la cavité abdominale) pouvant conduire à la formation d'un abcès, d'une péritonite voire d'un état septique grave. Le traitement de la fistule consiste en un jeûne absolu de plusieurs jours, l'administration d'antibiotiques intraveineux voire la pose temporaire d'une endoprothèse. C'est la complication la plus redoutée de la gastrectomie tubulaire, sa survenue peut prolonger l'hospitalisation de plusieurs semaines et mettre des mois avant de cicatriser.